# 埃德温·巴斯克斯
埃德温·巴斯克斯（西班牙語：Edwin Vásquez Cam，1922年7月28日—1993年3月9日），秘鲁男子射击运动员。他曾代表秘鲁参加1948年夏季奥林匹克运动会射击比赛，获得男子50米手枪金牌。